# Pallacanestro Trieste 2004 2015-2016
Questa voce raccoglie le informazioni riguardanti la Pallacanestro Trieste nelle competizioni ufficiali della stagione 2015-2016.

## Roster
|    | Naz.                   | Ruolo | Sportivo          | Anno | Alt. | Peso |  |
| -- | ---------------------- | ----- | ----------------- | ---- | ---- | ---- |  |
| 4  | Italia (bandiera)      | AP    | Andrea Coronica   | 1993 | 190  | 78   |  |
| 11 | Italia (bandiera)      | G     | Lorenzo Baldasso  | 1995 | 192  | 89   |  |
| 19 | Italia (bandiera)      | C     | Vincenzo Pipitone | 1994 | 205  | 102  |  |
| 15 | Italia (bandiera)      | AG    | Aristide Landi    | 1994 | 203  | 103  |  |
| 6  | Stati Uniti (bandiera) | G     | Roberto Nelson    | 1991 | 193  | 90   |  |
| 2  | Stati Uniti (bandiera) | A     | Jordan Parks      | 1994 | 201  | 91   |  |
| 10 | Italia (bandiera)      | P     | Andrea Pecile     | 1980 | 188  | 85   |  |
| 3  | Italia (bandiera)      | P     | Stefano Bossi     | 1994 | 185  | 80   |  |
| 17 | Italia (bandiera)      | G     | Roberto Prandin   | 1986 | 188  | 81   |  |
| 20 | Italia (bandiera)      | AG    | Matteo Canavesi   | 1986 | 204  | 94   |  |